# Лавиллат
Лавилла́т (фр. и окс. Lavillatte) — коммуна во Франции, находится в регионе Рона — Альпы. Департамент коммуны — Ардеш. Входит в состав кантона Кукурон. Округ коммуны — Ларжантьер.
Код INSEE коммуны — 07137.

## Население
Население коммуны на 2008 год составляло 77 человек.
| 1962 | 1968 | 1975 | 1982 | 1990 | 1999 | 2008 |
| ---- | ---- | ---- | ---- | ---- | ---- | ---- |
| 124  | 134  | 103  | 101  | 98   | 87   | 77   |

## Экономика
В 2007 году среди 44 человек в трудоспособном возрасте (15—64 лет) 24 были экономически активными, 20 — неактивными (показатель активности — 54,5 %, в 1999 году было 56,9 %). Из 24 активных работали 22 человека (17 мужчин и 5 женщин), безработных было 2 (1 мужчина и 1 женщина). Среди 20 неактивных 4 человека были учениками или студентами, 9 — пенсионерами, 7 были неактивными по другим причинам.